# Itaia
Emakumeon Antolakunde Sozialista (en español «Organización Socialista de Mujeres»), comúnmente conocida como Itaia, es una organización de mujeres comunista del País Vasco. Forma parte del llamado Movimiento Socialista del País Vasco y su objetivo es “encarnar la liberación de la mujer trabajadora en el camino de la construcción de una sociedad comunista y por tanto una sociedad sin opresión”. Fue fundada en 2018 con el nombre de Emakume Sozialiston Sarea (en español «Red de Mujeres Socialistas»), y a partir de 2020 la organización comenzó a expandirse localmente con el anuncio del nuevo nombre.
Se organizan en el ámbito de las mujeres trabajadoras y se dedican a combatir las formas de opresión que enfrentan las mujeres en una sociedad capitalista. Entre sus actividades destacan la creación de espacios de defensa contra la violencia machista, la formación política de mujeres trabajadoras, la organización de jornadas para reflexionar sobre la cuestión de las mujeres y las propuestas políticas para enfrentarlo, y la lucha por mejorar las condiciones de vida de las mujeres.
La organización considera que la emancipación de las mujeres trabajadoras requiere la superación de la organización capitalista de la sociedad, combatiendo sus bases económicas y políticas. En consecuencia, sostienen que la construcción de un Estado Socialista es una premisa para una sociedad sin dominación, y su objetivo político es contribuir a la edificación del socialismo.
Itaia rechaza el feminismo al considerarlo un movimiento que opera dentro del capitalismo y el liberalismo, y apuesta por el comunismo para acabar con la opresión de las mujeres.